# Alex Thépot
Alexis Thepot (ur. 30 lipca 1906 w Breście, zm. 20 lutego 1989 w Paryżu) – francuski piłkarz grający na pozycji bramkarza oraz trener.

## Kariera zawodnicza i trenerska
Pierwszy bramkarz, który dwukrotnie grał w finałach mistrzostw świata. Najlepszy w reprezentacji międzywojennej Francji, 31 rozegranych meczów w reprezentacji Francji. Olimpijczyk z 1928 roku. W pierwszym meczu mistrzostw świata 1930 w 24. minucie pojedynku z Meksykiem, po kontuzji (lekki wstrząs mózgu) zszedł z boiska. Był to jedyny przypadek w historii mistrzostw świata, kiedy bramkarza zastąpił zawodnik z pola (dopiero od 1970 roku zmiany są dopuszczone regulaminem). Trener, selekcjoner reprezentacji Francji od 1954 roku; przygotowywał bramkarzy do finałów mistrzostw świata 1958 na boiskach Szwecji.

## Kariera reprezentacyjna
Thepot był w składzie reprezentacji Francji na Mistrzostwa Świata 1930 i Mistrzostwa Świata 1934. Ostatecznie na boiskach Urugwaju zagrał w meczach z Meksykiem, Argentyną i Chile, a na boiskach Włoch zagrał w meczu z Austrią, puszczając łącznie 5 goli. We wszystkich tych spotkaniach reprezentował francuską drużynę Red Star 93.

## Osiągnięcia

### Jako zawodnik
- wyjazd z reprezentacją Francji na mistrzostwa świata 1930,
- wyjazd z reprezentacją Francji na mistrzostwa świata 1934

### Jako trener
- 3. miejsce na świecie jako trener bramkarzy na mistrzostwach świata 1958